# Cryptanura tenuiterebrata
Cryptanura tenuiterebrata là một loài tò vò trong họ Ichneumonidae.